# Звёздочка (ансамбль)
«Звёздочка» (латыш. «Zvaigznīte») — эстрадный ансамбль Советской Армии, созданный при стройбате и работавший в Риге с 1963-го по 1989 год. Там проходили обязательную военную службу, вместо регулярных частей, многие известные латышские музыканты. Спустя годы его называют «ансамблем всех звёзд» Латвийской ССР и «высшей школой рока», а также утверждают, что «Звёздочка» подготовила латышское национальное возрождение — Атмоду, так как в нём рок-музыканты сыграли большую роль.

## История
В Риге в советское время работали Ансамбль песни и пляски и Духовой оркестр Прибалтийского военного округа, где большей частью служили профессиональные музыканты и в редких случаях — призывники из числа студентов музыкальных учебных заведений.
Идея создания латвийского эстрадного музыкального ансамбля Советской Армии родилась в 1963 году у командира строительной части на ул. Кр. Барона, 99, в Риге, полковника Ильи Петровича Петрова. Он услышал в рижском ресторане «Таллин» певца Ояра Гринберга, которому подходил срок служить в Советской Армии, вместо отправки в регулярные части в разные районы СССР остаться служить в Риге, собрав для этого ансамбль. Остаться в Риге, а не отправиться куда-то на китайскую границу, было весьма привлекательным предложением.
Гринберг отреагировал и быстро собрал группу музыкантов призывного возраста, которая в декабре 1963 года начала службу под командованием Петрова. Заместителем командира по воспитательной работе части был латыш Висвалдис Бекерис, который оберегал музыкантов от прочих военнослужащих стройбата, среди которых встречались и люди, бывшие не в ладах с законом.
В группе поначалу было семь человек, в числе которых, помимо Гринберга, были саксофонисты Янис Зирнис (впоследствии хоровой дирижёр), Марис Намниекс и Мартиньш Путниньш, перкуссионист Дмитрий Бите, тромбонист Янис Войтканс и трубач Янис Станкевич. Днем они работали в стройбате, а по вечерам репетировали. Солист «Звездочки» Имант Ванзович впоследствии говорил, что его оружием была лопата, а не автомат «Калашников». Музыкантов направляли бетонировать панели для домов 602-й серии, красить полы в подшефном доме спорта «Даугава», чистить клетки в Рижском цирке.
Первым художественным руководителем ансамбля был участник Великой Отечественной войны, бывший артист Ленинградского Пушкинского театра Владилен Ландо. Он вёл программы, перемежая концертные номера юмористическими играми со зрителями, шутками и репризами, а также писал фельетоны для латвийского сатирического журнала «Дадзис».
Группа получила название «Звёздочка» (вначале планировалось назвать её «Серп и молот») и выступала на всех армейских мероприятиях и ездила с шефскими концертами по колхозам Латвии, вызывая восторг сельских девушек, которые приносили на сцену цветы и конфеты. Были и «халтуры», во время которых музыканты могли неплохо заработать и для себя, и для части. После выступления на свадьбах офицерских отпрысков музыкантам давали по два выходных.
В 1966 году «Звёздочка» победила в конкурсе на фестивале «Лиепайский янтарь» (Liepājas dzintars).
Состав ансамбля постоянно менялся, поскольку по окончании службы участники покидали его и им на смену приходили новые. Таким образом, через коллектив прошло по меньшей мере 200 человек, включая многих известных латышских музыкантов. Служба в ансамбле открыла им путь на большую сцену — так, бывший ресторанный певец Ояр Гринберг прославился на весь Советский Союз с песней Раймонда Паулса «Синий лён» в дуэте с Маргаритой Вилцане.
Первым музыкальным руководителем ансамбля был Янис Зирнис, затем его сменили Улдис Стабулниекс (с 1967 года), Зигмар Лиепиньш, Айгарс Грауба. В ансамбле выступали Гунар Розенберг, Гунар Фрейденфелдс, Владислав Юхневич, Имант Земзарис, Наурис Пунтулис, Угис Праулиньш.
Последний служил в ансамбле с 1982 по 1984 год, и продолжил работать с ансамблем после окончания службы. Поскольку еще до призыва в армию он увлекался рок-музыкой и латышской народной музыкой, то его желание разучить с ансамблем песни латышских стрелков было понятно. Цикл, записанный «Звёздочкой», был использован в фильме Юриса Подниекса «Созвездие стрелков» (1982).
Ансамбль записал песни для фильма Рижской киностудии «Дышите глубже» («Четыре белые рубашки», 1967), но в фильме он назывался «Оптимисты».
Ансамбль неоднократно успешно участвовал в фестивале «Лиепайский янтарь», а в 1967 году стал лауреатом Таллинского джазового фестиваля.
Когда ансамбль стал популярным, за каждое выступление он получал 500 рублей. Часть этой суммы зачислялась на личные счета музыкантов, эти деньги они получали после демобилизации. Например, Имант Ванзович получил 300 рублей, а Карлис Бейнертс — 900.
В 1984 году ансамбль триумфально выступил на традиционном эстрадном фестивале «Лиепайский янтарь» с программой песен латышских стрелков, а в 1989 году первый состав ансамбля собрался вместе спустя 25 лет, чтобы открыть этот фестиваль.
После восстановления независимости Латвии и вывода Советской армии из республики ансамбль прекратил свое существование.
Музыковед Дайга Мазверсите считает, что историю латышской рок-музыки невозможно представить без «Звёздочки», в которой выросли участники групп «Ливы», «Менуэт», «Перконс», «Jumprava» и других.

## Репертуар
Репертуар ансамбля был разнообразен. Начинали с популярных танцевальных песен, включая «Вайдаву» Эдуарда Розенштрауха. На вопрос репертуарной комиссии, почему ансамбль поёт про реку Вайдаву, Зирнис ответил: «На этой реке Красная армия била фашистов, а потом начала наступление на Ригу». В припеве музыканты добавили слова «Давай-давай». В начале 1980-х годов из солдат, служивших в «Звёздочке», даже сформировалась группа «Вайдава».
Обязательными для ансамбля были песни Александры Пахмутовой и других русских советских композиторов.
Со временем репертуар «Звёздочки» изменился: в составе ансамбля сначала появился джазовый квартет, затем эстрадные песни латышских авторов, в том числе Зигмара Лиепиньша. В конце 1980-х репертуар приблизился к рок-музыке.
В 1984 году ансамбль под руководством Угиса Праулиньша подготовил программу песен латышских стрелков. Хотя некоторые из этих песен ансамбль исполнял и при прежнем руководителе Янисе Лосеве, эта программа получила огромную популярность.